# Roger Arliner Young
Roger Arliner Young (1899 – 9 de noviembre de 1964) fue una científica estadounidense de zoología, biología y biología marina. Fue la primera mujer afroamericana en recibir un doctorado en zoología.

## Primeros años
Nacida en Clifton Forge, Virginia en 1899, Young pronto se mudó con su familia a Burgettstown, Pensilvania. La familia era pobre y se gastaba mucho tiempo y recursos en el cuidado de su madre discapacitada.
En 1916, Young se matriculó en la Universidad de Howard en Washington D. C. para estudiar música. Ella escribió en el anuario escolar: "No el fracaso, el crimen es apuntar bajo". Tomó su primer curso de ciencias hasta 1921. Aunque sus calificaciones fueron bajas al comienzo de su carrera universitaria, algunos de sus maestros vieron una promesa en ella. Uno de ellos fue Ernest Everett Just, un prominente biólogo negro y jefe del departamento de Zoología de Howard. Young se graduó con una licenciatura en 1923. El profesor Just intentó sin éxito ayudarla a obtener fondos para la escuela de posgrado, pero en 1924 Young comenzó a estudiar para obtener su maestría en la Universidad de Chicago, que recibió en 1926.
Young trabajó con Ernest Everett Just durante muchos años, enseñando como profesora asistente en la Universidad de Howard de 1923 a 1935. Young ayudó a Just en su investigación desde 1927 hasta 1930, pero aunque su ayuda fue notada en sus solicitudes de financiación, su nombre no aparece como coautora en las publicaciones resultantes.
Mientras estudiaba en Chicago, le pidieron que se uniera a Sigma Xi, una sociedad de investigación científica, lo que era un honor inusual para un estudiante de maestría. En 1924 su primer artículo, "Sobre el aparato excretor en Paramecium " fue publicado en la revista Science, convirtiéndola en la primera mujer afroamericana en investigar y publicar profesionalmente en este campo.

## Carrera profesional
Ernest Everett Just invitó a Young a trabajar con él durante los veranos en el Laboratorio de Biología Marina en Woods Hole, Massachusetts, a partir de 1927. Mientras estaban allí, trabajaron en la investigación del proceso de fertilización en organismos marinos, así como el proceso de hidratación y deshidratación en células vivas.[cita requerida] En 1929, Young se convirtió en jefe interina del departamento de zoología de la Universidad de Howard durante el tiempo que Just estaba en Europa en busca de subvenciones. Los ojos de Young fueron dañados permanentemente por los rayos ultravioleta utilizados en los experimentos llevados a cabo en Howard for Just.
En el otoño de 1929, Young regresó a la Universidad de Chicago para comenzar su doctorado bajo la dirección de Frank Rattray Lillie; Lillie había sido mentor de Just en el Laboratorio de Biología Marina. Sin embargo, en 1930 Young no aprobó sus exámenes de calificación y, durante un tiempo, desapareció de la comunidad científica.[cita requerida] Regresó a la Universidad de Howard para enseñar y continuó trabajando con Just en el Laboratorio de Biología Marina durante los veranos.[cita requerida]
Sin embargo, alrededor de 1935 comenzaron a circular rumores de que había un romance entre Just y Young, y en 1936 tuvieron un gran enfrentamiento; más tarde ese año fue despedida, aparentemente porque faltó a clases. En sus palabras, "La situación aquí es tan cruel y cobarde que cada chispa de sentimiento que he tenido por Howard es fría". Aprovechó este revés como una oportunidad para volver a intentar obtener un doctorado. En junio de 1937, fue a la Universidad de Pensilvania, estudiando con Lewis Victor Heilbrunn (otro científico que conoció en el Laboratorio de Biología Marina) y se graduó con su doctorado en 1940.
Después de obtener su doctorado, Young se convirtió en profesora asistente en el Colegio para Negros de Carolina del Norte y en la Universidad Shaw (1940-1947), y ocupó cargos docentes en Texas, Misisipi y Luisiana hasta 1959. Young estudió los efectos de la radiación directa e indirecta sobre los huevos de erizo de mar, sobre las estructuras que controlan la concentración de sal en el paramecio, así como la hidratación y deshidratación de las células vivas.[cita requerida]

## Vida personal
Young nunca se casó. Además del daño a sus ojos relacionado con su trabajo, tuvo problemas económicos y fue el único apoyo para su madre enferma, Lillie Young, hasta que murió. Lejos de Howard, sus opciones como científica afroamericana se limitaban a puestos de enseñanza sin acceso a instalaciones de investigación y apoyo. En la década de 1950, se hospitalizó por problemas de salud mental. Roger Arliner Young murió el 9 de noviembre de 1964 en Nueva Orleans, Luisiana.

## Honores
Roger Arliner Young fue reconocida en 2005 en una Resolución del Congreso junto con otras cuatro mujeres afroamericanas "que han roto muchas barreras para alcanzar la grandeza en la ciencia". Los otros homenajeados fueron Ruth Ella Moore ("quien en 1933 se convirtió en la primera mujer afroamericana en obtener un doctorado en ciencias naturales de la Universidad Estatal de Ohio "), Euphemia Lofton Haynes ("quien en 1943 se convirtió en la primera mujer afroamericana para recibir un doctorado en matemáticas de la Universidad Católica de América "), Shirley Ann Jackson (" quien en 1973 se convirtió en la primera mujer afroamericana en recibir un doctorado en física del Instituto de Tecnología de Massachusetts "), y Mae Jemison ("una médica y la primera mujer afroamericana en el espacio").
Una red de grupos ambientales y de conservación estableció la Beca de Diversidad de Conservación Marina Roger Arliner Young (RAY) en honor a Young, para apoyar a los jóvenes afroamericanos que desean involucrarse en el trabajo de conservación del medio ambiente marino.

## Trabajos
- Young, RA (12 de septiembre de 1924). «On the Excretory Apparatus in Paramecium». Science 60 (1550): 244. Bibcode:1924Sci....60..244Y. PMID 17814573. doi:10.1126/science.60.1550.244.
- L. V. Heilbrunn; R. A. Young (1930). «The action of ultra-violet rays on Arbacia egg protoplasm». Physiological Zoology 3 (3): 330-341. doi:10.1086/physzool.3.3.30151104.
- Heilbrunn, L.V.; Young, R.A. (1935). «Indirect Effects Of Radiation On Sea Urchin Eggs». The Biological Bulletin 69 (2): 274-278. doi:10.2307/1537426.
- Costello, D.P.; R. A. Young (1939). «The mechanism of membrane elevation in the egg of Nereis (abstract)». Biological Bulletin 77: 311.
- Young, Roger Arliner (1940). The indirect effects of roentgen rays on certain marine eggs. Thesis (Ph.D.)--Graduate School of Arts and Sciences, University of Pennsylvania.